# Cinta de promoció a sots-oficial
La cinta de promoció a sots-oficial (anglès: non-commissioned officer development ribbon) és una distinció atorgada per l'Exèrcit dels Estats Units i les USAF per a reconèixer aquells sots-oficials que hagin completat els cursos prescrits a l'Acadèmia de Sots-Oficials.

## Exèrcit

Cinta de promoció a sots-oficial de l'Exèrcit

La cinta de promoció professional de sots-oficial (anglès: NCO professional development ribbon) és atorgada per l'Exèrcit dels Estats Units per completar qualsevol curs prescrit per la promoció dels sots-oficials. El primer és atorgat per completar el "Curs de líder de combatents" (WLC). Quan un soldat completa un nou curs, això s'indica mitjançant un numeral, el màxim essent el "4".

## Força Aèria

Cinta de graduat a l'Acadèmia de Sots-oficials de la Força Aèria

La cinta de graduat a l'Acadèmia de Sots-oficials de la Força Aèria (anglès: NCO Professional Military Education Graduate Ribbon) és atorgat per les Forces Aèries dels Estats Units per completar qualsevol programa prescrit de desenvolupament per a sots-oficials. Aquests programes inclouen l'Acadèmia de Lideratge d'Aviadors (ALS), l'Acadèmia de Sots-oficials (NCOA) i l'Acadèmia Superior de Sots-oficials (SNCOA). Les concessions posteriors s'indiquen mitjançant fulles de roure.